# 綾小路敦有
綾小路 敦有（あやのこうじ あつあり）は、鎌倉時代後期から室町時代前期にかけての公卿。参議・綾小路有頼の子。官位は従二位・参議。法名は了禅。綾小路家3代。

## 官歴
『公卿補任』による
- 元亨3年（1323年） 某日：叙爵（従五位下）
- 嘉暦2年（1327年） 6月16日：従五位上
- 嘉暦3年（1328年） 9月30日：侍従
- 元徳元年（1329年） 12月24日：正五位下
- 建武元年（1334年） 12月17日：従四位下、去侍従[1]
- 暦応2年（1339年） 正月5日：従四位上
- 暦応5年（1342年） 正月5日：正四位下
- 延文2年（1357年） 4月15日：従三位、右兵衛督
- 延文3年（1358年） 3月16日：止右兵衛督
- 延文4年（1359年） 8月11日：参議
- 康安元年（1361年） 3月27日：兼安芸権守
- 貞治5年（1366年） 正月5日：正三位
- 永和2年（1376年） 正月6日：従二位
- 康暦2年（1380年） 4月28日：出家（法名了禅[1]）
- 応永7年（1400年） 2月15日：薨去（享年79）[2][1]

## 系譜
- 父：綾小路有頼[3]
- 母：藤原光久の娘[3]
- 妻：藤原光遠の娘[1]
  - 男子：綾小路信俊[3]（1355-1429）